# My Music – My Pleasure
My Music – My Pleasure – drugi album DJ-a Remo wydany w 2009 roku. Promowany przez utwory „Taste Me All Day” i „Ta Ta Ta”.

## Lista utworów
1. Ta Ta Ta (Radio Edit)
2. Taste Me All Day (feat. Gosia Andrzejewicz)
3. Eo Ea (Radio Edit)
4. Po Drugiej Stronie Snu (feat. Shaka)
5. Turn It (Club Mix)
6. Schubi doobi!
7. Bora Bora (Radio Edit) (vs Neros)
8. Never Again
9. Third (vs Tigo)
10. La Musica (vs Robertson)
11. Papa D vs DJ Remo – Beautiful Life
12. Ta Ta Ta (Club Mix)
13. Medita – Better Brother (DJ Remo Remix)
14. Papa D – Gdzie jest Ola (DJ Remo Remix)
15. Kombii – Avignon (DJ Remo Remix)
16. Kalwi & Remi – Stop (Falling Down) (DJ Remo Remix)
17. Borys – My Love (DJ Remo Radio Edit)